# Юрженко Тимофій Іванович

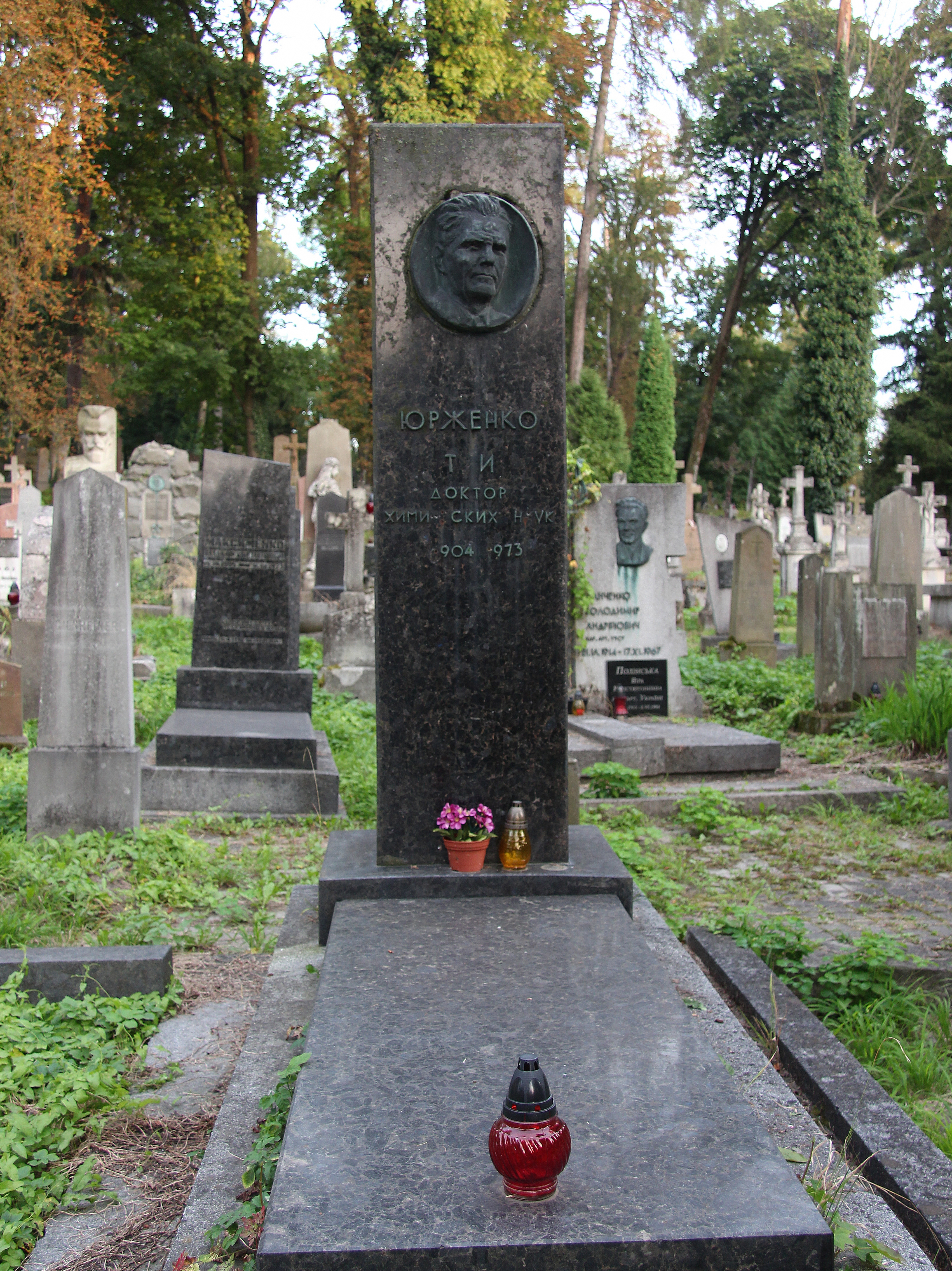

Тимофій Іванович Юрженко (*22 січня 1905, с. Баратівка, Херсонщина (зараз Снігурівський район Миколаївської області) — †5 травня 1973) — радянський хімік, доктор технічних наук (1953), професор (1954). Творець нового типу перекисних монометрів на і на їх основі — перексидатних синтетичних каучуків.

## Життєпис
Закінчив Одеський сільсько-господарський інститут (1928), наступного року — педагогічні курси у Києві, аспірантуру у 1934 р.
Протягом 1929-1930 рр. — викладач хімії у технікумі, 1935-1937 — старший науковий співробітник відділу біохімії НДІ. У 1937 році захистив кандидатську дисертацію.
1938-1941 — асистент кафедри загальної і органічної хімії Ленінградського гірничого інституту. З 1941 — працівник Всесоюзного НДІ синтетичного каучуку ім. С. Лебедєва в Казані. 1944 — виконувач обов'язків доцента кафедри органічної хімії, 1946 — доцент, 1946-1972 — завідувач кафедрою огранічної хімії. 1952-1957 — декан нафтового факультету Львівського політехнічного інституту.
Напрям наукових досліджень — синтез, дослідження і застосування органічних перекислих сполук, творець нового типу перекисних монометрів і на їх основі — перексидатних синтетичних каучуків. Автор 190 наукових праць і 26 авторських свідоцтв на винаходи. Підготував одного доктора і 20 кандидатів наук.
Помер 5 травня 1973 року, похований на Личаківському цвинтарі, поле № 5.